# Departamentalização
Departamentalização tem suas origens na teoria clássica da administração, corrente filosófica administrativa iniciada pelo teórico francês Henri Fayol, que pregava a ênfase na estrutura organizacional como forma de aumentar a eficiência e aprimorar as relações entre cada segmento de uma empresa. Era uma abordagem de conceito verticalizado que segue hierarquicamente da direção para a execução das tarefas. Sob abordagem econômica, entretanto, a divisão do trabalho apregoada por Adam Smith como fundamental para a geração de riquezas constitui-se na gênese dessa ideia. É uma característica peculiar de grandes organizações, visto que está relacionada à complexidade das operações.
Em teoria da organização, a departamentalização tem como alternativa as chamadas adhocracias.

## Conceito
A departamentalização é a prática de agrupar atividades e recursos em unidades organizacionais, seguindo um critério de homogeneidade entre eles, visando uma adequação da estrutura organizacional com sua dinâmica de ação mais eficiente. Segundo Colenghi (2007), “é uma outra forma de fracionar a estrutura organizacional (divisões, seções, diretorias, departamentos, coordenações, serviços etc.), objetivando agrupar as atividades homogêneas que possuem uma mesma linha de ação, segundo características de complementaridade e similaridade”.

## Funções
A partir da especialização, a departamentalização visa a um aproveitamento dos recursos disponíveis de forma mais eficiente, a fim de controlar e/ou coordenar as responsabilidades e os conflitos de interesses existentes nas organizações, a partir da delegação de poder e da integração do ambiente externo com a organização vigente.
O processo de departamentalização pode ser implementado de várias maneiras: por funções; pela própria geografia da organização; pelos clientes em questão; por processos, serviços e produtos e até projetos.

## Objetivos
Visa a fortalecer o desempenho funcional, que deverá ocorrer por meio de procedimentos apropriados:
- Agregação: colocar os especialistas numa mesma unidade de trabalho a fim de possibilitar a troca de experiências, o que resultará em ampliação do cabedal de conhecimento de cada um deles e, consequentemente, traduzir-se-á em maiores índices de produtividade e qualidade. Com propósitos semelhantes, sempre que possível, os equipamentos especiais devem ser colocados numa mesma área de trabalho.
- Controle: as atividades devem ser agrupadas de forma que possam ser facilmente supervisionadas, possibilitando exercer um controle eficaz e eficiente, favorecendo a realização dos ajustes necessários antes do produto ser considerado acabado e chegar aos clientes.
- Coordenação: a fim de se obter uma unidade de ação que será conseguida caso forem agrupadas atividades correlatas e de objetivos comuns em uma mesma unidade organizacional.
- Enquadramento: as atividades devem ser agrupadas em unidades, de acordo com suas caraterísticas, em consonância com cada “grupo estrutural básico”, o que evitará possíveis conflitos internos.
- Processos: destacar para um primeiro plano as atividades mais relevantes que estão inseridas em um mesmo processo, buscando agrupá-las dentro de unidades cujos objetivos sejam comuns e que atendam a clientes determinados.

## Tipos, vantagens e desvantagens
- A departamentalização por funções da empresa tem como vantagens a especialização de tarefas, visando um uso de recursos especializados mais concentrados, levando a uma satisfação dos funcionários maior. Porém uma grande concentração de recursos e especialização do trabalho afeta a visão de conjunto na organização, podendo gerar uma comunicação deficiente e uma insegurança quando ocorre um crescimento notável na organização;
- Quando cada unidade da empresa ocorre em regiões diferentes, há o surgimento de um tipo geográfico de departamentalização, em que cada unidade ou região pode ter um gestor e este se reporta ao nível hierárquico geral (matriz da empresa), isto permite usar os diferenciais das diferentes regiões como vantagens competitivas em relação aos concorrentes, dado que o gestor regional conhece a área com maior peculiaridade permitindo um tempo de ação mais rápida para eventuais problemas. Porém este tipo de departamentalização pode dificultar a coordenação de pessoal devido às diferentes áreas de atuação e portanto interferindo em uma comunicação entre os gestores mais rápida;
- A departamentalização por clientes consiste em separá-los por grupos semelhantes e portanto mantendo o foco ideal para cada tipo de cliente. É vantajoso no que tange ao reconhecimento e atendimento aos grupos, podendo haver uma vantagem mercadológica frente a estes. Mas também enfrenta o problema de uma coordenação geral, pois os diferentes gestores exigirão diferentes recompensas, de acordo com os respetivos grupos;
- Departamentalização por processos, ocorre na divisão das atividades segundo o processo produtivo, como na administração pública, gerando uma especialização maior dos recursos alocados e comunicação das informações técnicas maior também, mas também pode comprometer a flexibilidade de alguns ajustes necessários nos processos;
- A departamentalização por produtos e serviços ocorre geralmente na indústria de bens de consumo, pois gera uma facilidade maior para a criação de novos produtos, além de facilitar a coordenação dos resultados individuais dos produtos e serviços da empresa. Porem dificulta a coordenação geral dos resultados, além de gerar uma disparidade de poder entre funcionários de mesma hierarquia;
- A departamentalização por região ocorre quando a organização se estrutura por região.
- A departamentalização matricial.
- Por último há a departamentalização por projetos, que consiste na atribuição das atividades frente aos projetos existentes nas organizações, como cada projeto é de grande conhecimento de seu gestor, esta prática permite um melhor cumprimento das metas e prazos, uma vez que a adaptação dos gestores aos seus projetos é maior em relação ao todo. Como pontos negativos têm-se o emprego errado de recursos, ou apenas ociosos, e a tomada de decisão partindo apenas um ponto de vista (gestores individuais).

## Discussão
A departamentalização nada mais é que o agrupamento de pessoas com caraterísticas homogêneas. Pode variar consoante os tipos de função ou as posições geográficas onde está presente. Além disso, a departamentalização, através da especialização, tem como objetivo principal facilitar a coordenação de pessoas e usar os recursos disponíveis de forma mais eficiente.